# Ternstroemia evenia
Ternstroemia evenia är en tvåhjärtbladig växtart som först beskrevs av George King, och fick sitt nu gällande namn av Albert Charles Smith. Ternstroemia evenia ingår i släktet Ternstroemia och familjen Pentaphylacaceae. Inga underarter finns listade i Catalogue of Life.